# L'Ange de la rue
Pour plus de détails, voir Fiche technique et Distribution.
L'Ange de la rue (Street Angel) est un film muet américain réalisé par Frank Borzage, sorti en 1928.

## Synopsis
Dans le Naples pouilleux du début du XXe siècle, Angela se trouve au chevet de sa mère mourante. Pour lui procurer le médicament prescrit par son médecin, elle descend dans la rue et tente d'aborder les passants. Très vite, la garde l'arrête et la condamne à un an de pénitencier pour racolage et vol. Angela parvient à s'enfuir en se réfugiant dans le tambour d'un cirque. Devenue funambule, la jeune fille mène une vie de foraine, jusqu'au jour où la route d'un peintre ambulant croise la sienne…

## Fiche technique
- Titre original : Street Angel
- Titre français : L'Ange de la rue
- Réalisation : Frank Borzage

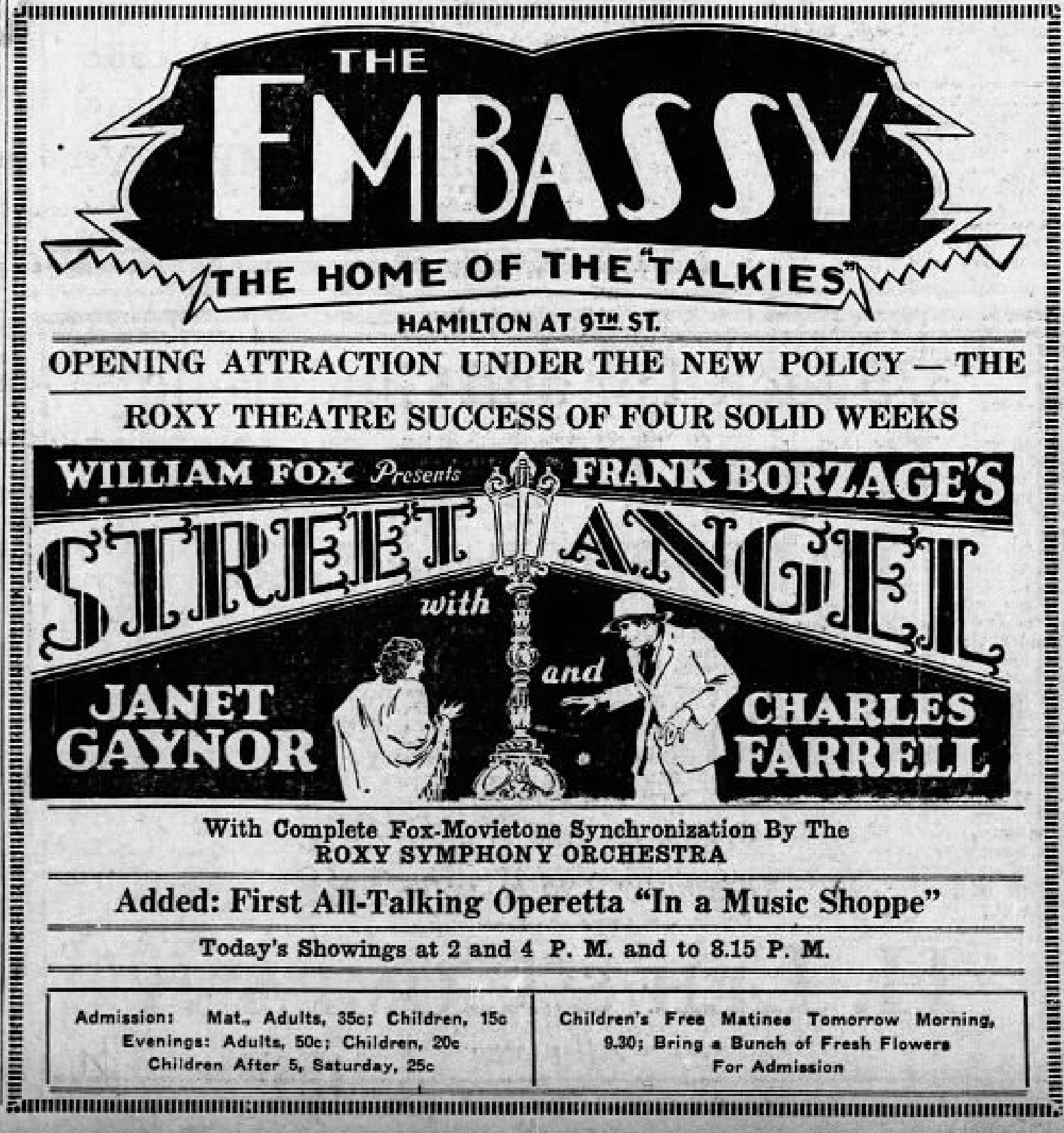
Publicité pour le film dans un journal.

- Scénario : Marion Orth d'après la pièce Cristilinda de Monckton Hoffe
- Photographie : Ernest Palmer
- Montage : Barney Wolf
- Production : William Fox
- Société de production : Fox Film Corporation
- Société de distribution : Fox Film Corporation
- Pays de production :  États-Unis
- Langue : anglais
- Format : Noir et blanc - 35 mm - Muet
- Genre : drame
- Durée : 102 minutes
- Date de sortie :
  - États-Unis : 9 avril 1928 (première à New-York)

## Distribution
- Janet Gaynor : Angela
- Charles Farrell : Gino
- Alberto Rabagliati : Policier
- Cino Conti : Policier
- Guido Trento : Neri le sergent policier
- Henry Armetta : Masetto
- Louis Liggett : Beppo
- Milton Dickinson : Bimbo
- Helena Herman : Andrea
- Natalie Kingston : Lisetta

## Récompenses et distinctions
- Oscar de la meilleure actrice pour Janet Gaynor